# Чёрная мама, белая мама
«Чёрная мама, белая мама» (англ. Black Mama White Mama) — американо-филиппинский эксплуатационный фильм 1973 года жанра женщины в тюрьме с элементами блэксплотейшн филиппинского режиссёра Эдди Ромеро.

## Сюжет
Один из филиппинских островов. Из одной женской тюрьмы в другую полиция перевозит двух заключенных. Одна из них, это чернокожая проститутка Ли Дэниелс, другая — белая революционерка Карен Брент. Девушек везут скованными вместе цепью. Неожиданно во время транспортировки на автобус с заключёнными нападают партизаны, которые хотят освободить Карен. К полицейским на помощь приезжает подкрепление и партизанам приходится отступить. В суматохе боя у Ли и Карен получается сбежать, но соединиться сразу с партизанами у них не выходит. У девушек возникает конфликт по поводу того, в какую сторону они должны идти. Карен хочет выходить к партизанам, а Ли нужно на другой конец острова, где живёт её приятель у которого есть лодка. Ещё будучи в тюрьме эти девушки не ладили друг с другом, а теперь им нужно вместе пробираться сквозь джунгли будучи прикованными друг к другу.
Девушек преследуют силы правопорядка, которые в своих поисках прибегают к помощи местного гангстера Рубена. Полицию пытаются опередить партизаны, которым нужна Карен. Параллельно наркомафия разыскивает Ли, ведь ранее она украла у них много денег. В какой-то момент банда Рубена и партизаны сталкиваются вместе лицом к лицу. Партизанам удаётся справиться с бандитами и через некоторое время они находят Карен и Ли. Девушки, пройдя через множество испытаний, подружились и Карен просит своих соратников отвезти Ли к её знакомому с лодкой. Партизаны прибывают на причал, где им устраивает засаду наркомафия. Завязывается жестокий бой. Ли удаётся сесть на баркас и покинуть остров, но Карен во время боя погибает. Прибывают военные, которые задерживают оставшихся в живых. Раненому лидеру партизан удаётся уйти.

## В ролях
- Пэм Гриер — Ли Дэниелс
- Маргарет Марков — Карен Брент
- Сид Хэйг — Рубен
- Линн Борден — Денсмор
- Зэлди Жорнак — Эрнесто
- Лори Бертон — Логан
- Эдди Гарсиа — капитан Круз
- Алена Алегре — Хуана
- Диндо Фернандо — Рокко
- Вик Диас — Вик Ченг
- Венди Грин — Ронда
- Лотис Ки — Жанетт
- Альфонсо Карвахаль — Галиндо
- Бруно Пунзалан — водитель грузовика
- Субас Эрреро — Луис
- Хесс Рамос — Альфредо
- Карпи Астуриас — Лупе
- Андресс Сентенера — Леонардо

## Производство

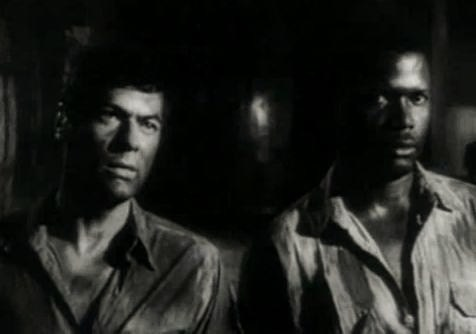
Тони Кёртис и Сидни Пуатье в фильме «Скованные одной цепью» (1958)

Производством фильма занималась компания Four Associates Ltd, которой владели американский актёр Джон Эшли и филиппинский кинорежиссёр Эдди Ромеро. Готовый фильм приобрела и распространяла компания American International Pictures. Это был очередной фильм о женской тюрьме снятый на Филиппинах. Пэм Гриер к этому моменту уже появлялась в подобных фильмах: «Дом большой куклы» (1971), «Женщины в клетках» (1971), «Большая клетка для птиц» (1972), а у Маргарет Марков была роль в фильме «Душная камера» (1972). В 1974 году дуэт Гриер-Марков появится снова в фильме «Арена». Фильм «Чёрная мама, белая мама» черпает своё вдохновение в фильме 1958 года «Скованные одной цепью». По сюжету этого фильма, прикованные друг к другу чёрный и белый заключённые сбегают из под охраны тюремного конвоя и вынуждены выживать вместе.

## Критика
«Чёрная мама, белая мама» представляет собой низкобюджетный фильм категории B, который получил смешанные отзывы. В Los Angeles Times высказались про него в том духе, что «это так плохо, что хорошо». В Slant Magazine отметили, что хотя фильм и снят по образцу фильмов Роджера Кормана, он имеет «необычайно плотное и сложное повествование». По мнению Blu-ray.com фильм глупый большую часть времени, но игра Пэм Гриер «смотрится выигрышно» и это то время, когда к ней ещё не пришёл тот успех, который ждёт её совсем скоро, после выхода «Коффи» (1973) и «Фокси Браун» (1974).